# Princezna a půl království
Princezna a půl království je česká televizní pohádka režiséra Karla Janáka. Premiéru měla na Štědrý večer 2019.

## Děj
Honza z vesnice zachrání princeznu před drakem. Očekává pak, že dostane princeznu za ženu, jak bylo slíbeno, ale ta není ze svatby s vesničanem, který se vůbec neumí chovat ve společnosti, vůbec nadšená. Princezně se líbí princ Egon ze sousedního království, který nechal princeznu napospas drakovi. Honza nakonec uzná, že by s ním princezna byla nešťastná a svatbu odvolá. Nicméně se ukáže, že princ Egon je namyšlený tupec, který si chce princeznu vzít jen kvůli penězům (protože ma dluhy a království krále Štěpána je bohaté) a navíc ji i s rodiči uvězní u sebe na hradě. Honza ji na konci podruhé zachrání. Pomáhá mu s tím rytíř Valerián, který ho zároveň učí dvorní etiketě.

## Výroba
Pohádka se točila na hradě Bouzov a na zámku Hradec nad Moravicí. Dále se točilo v kostele svatého Jana Křtitele v Sudicích. Vesnické scény byly natočeny v hlineckém Betlémě, ve Svobodných Hamrech a na Veselém Kopci.

## Obsazení
| Matouš Ruml           | Honza                    |
| Eva Josefíková        | princezna Kateřina       |
| Marek Eben            | rytíř Valerián           |
| Jakub Prachař         | princ Egon               |
| Maroš Kramár          | král Štěpán              |
| Veronika Freimanová   | královna                 |
| Martin Myšička        | poustevník               |
| Pavla Tomicová        | Honzova máma             |
| Ondřej Malý           | Honzův táta              |
| Peter Kočiš           | ministr                  |
| Ivana Uhlířová        | komorná Káča             |
| Leoš Noha             | velitel Egonových vojáků |
| Vladimír Hauser       | kominík Mizera           |
| Jáchym Pittermann     |                          |
| Martin Siničák        | kapitán Egonových vojáků |
| Arnošt Goldflam       | učitel                   |
| Mojmír Maděrič        | baron Sysel              |
| Michal Pazderka       | baronet Sysel            |
| Dalibor Buš           |                          |
| Marie Durnová         |                          |
| Zdeněk Dvořák         |                          |
| Jakub Eliášek         |                          |
| Ondřej Kokorský       |                          |
| Jan Mansfeld          |                          |
| Radek Petráš          |                          |
| Jáchym Sůra           |                          |
| Gabriela Štefanová    |                          |
| Jiří Miroslav Valůšek |                          |
| Václav Zimmermann     |                          |
| Petr Kostka           | vypravěč                 |
| Mirka Louthanová      |                          |